# Jamie Hacking
Jamie Hacking (Oswaldtwistle, 30 giugno 1971) è un pilota motociclistico britannico.

## Carriera
All'età di 5 anni, il padre Brian gli regala una motociclietta per Natale e da lì impara le basi. Quattro anni più tardi si trasferisce a Spartanburg. A partire da 12 anni gareggia in competizioni locali di motocross e vince un campionato di biciclette BMX. Attira così l'attenzione di Kawasaki e Honda. Nel 1994 corre in alcuni eventi del CCS e del WERA.
Inizia a gareggiare nel campionato AMA Supersport nel 1997, sponsorizzato da Kinko's Kawasaki. L'anno successivo è il miglior esordiente del campionato AMA Superbike, a bordo di una Yamaha. Nel 2001 vince la sua prima gara a Road Atlanta. Due anni dopo lascia la Suzuki per tornare in Yamaha. Nello stesso anno vince il campionato AMA Supersport. Nel 2007 passa alla Kawasaki, per correre nei campionati Superbike e Supersport, concludendo 6º nel primo.
Nel 2008 ha corso nella MotoGP il Gran Premio degli Stati Uniti in sostituzione dell'infortunato John Hopkins. Al termine della gara disputata su una Kawasaki, si è classificato in 11ª posizione.
Nel 2009 partecipa al campionato mondiale Superbike con una Kawasaki ZX-10R del team Kawasaki World Superbike, in sostituzione dell'infortunato Makoto Tamada, nella prova statunitense corsa nel circuito di Miller Motorsports Park, in quella di San Marino nel circuito di Misano ed in Gran Bretagna sul circuito di Donington Park.
In questa partecipazione ottiene il miglior risultato della Kawasaki nel 2009 con il settimo posto in gara1 a Miller Motorsports Park.

## Risultati in gara

### Campionato mondiale Superbike
| 1998 | Moto   |  |  |  |  |  |  |  |  |  |  |  |  |  |  |    |   |  |  |  |  |  |  |  |  |  |  |  |  | Punti | Pos. |
| ---- | ------ |  |  |  |  |  |  |  |  |  |  |  |  |  |  | -- | - |  |  |  |  |  |  |  |  |  |  |  |  | ----- | ---- |
| 1998 | Yamaha |  |  |  |  |  |  |  |  |  |  |  |  |  |  | 10 | 7 |  |  |  |  |  |  |  |  |  |  |  |  | 12    | 27º  |

| 1999 | Moto   |  |  |  |  |  |  |  |  |  |  |  |  |  |  |   |    |  |  |  |  |  |  |  |  |  |  |  |  | Punti | Pos. |
| ---- | ------ |  |  |  |  |  |  |  |  |  |  |  |  |  |  | - | -- |  |  |  |  |  |  |  |  |  |  |  |  | ----- | ---- |
| 1999 | Yamaha |  |  |  |  |  |  |  |  |  |  |  |  |  |  | 8 | 13 |  |  |  |  |  |  |  |  |  |  |  |  | 11    | 40º  |

| 2009 | Moto     |  |  |  |  |  |  |  |  |  |  |  |  |   |    |    |    |    |     |  |  |  |  |  |  |  |  |  |  | Punti | Pos. |
| ---- | -------- |  |  |  |  |  |  |  |  |  |  |  |  | - | -- | -- | -- | -- | --- |  |  |  |  |  |  |  |  |  |  | ----- | ---- |
| 2009 | Kawasaki |  |  |  |  |  |  |  |  |  |  |  |  | 7 | 19 | 16 | 22 | 21 | Rit |  |  |  |  |  |  |  |  |  |  | 9     | 30º  |

| Legenda | 1º posto        | 2º posto            | 3º posto           | A punti      | Senza punti        | Grassetto – Pole position Corsivo – Giro più veloce |
| Legenda | Gara non valida | Non qual./Non part. | Ritirato/Non class | Squalificato | '-' Dato non disp. | Grassetto – Pole position Corsivo – Giro più veloce |

### Motomondiale
| 2008 | Classe | Moto     |  |  |  |  |  |  |  |  |  |  |    |  |  |  |  |  |  |  | Punti | Pos. |
| ---- | ------ | -------- |  |  |  |  |  |  |  |  |  |  | -- |  |  |  |  |  |  |  | ----- | ---- |
| 2008 | MotoGP | Kawasaki |  |  |  |  |  |  |  |  |  |  | 11 |  |  |  |  |  |  |  | 5     | 20º  |

| Legenda | 1º posto        | 2º posto            | 3º posto            | A punti      | Senza punti        | Grassetto – Pole position Corsivo – Giro più veloce |
| Legenda | Gara non valida | Non qual./Non part. | Ritirato/Non class. | Squalificato | '-' Dato non disp. | Grassetto – Pole position Corsivo – Giro più veloce |